# Patrick Robinson (forfatter)
Patrick Robinson (født 21. januar 1940) er en engelsk forfatter og tidligere klummeskribent for flere større britiske aviser.
Robinsons seneste bøger er spændingsromaner, som hovedsagelig beskæftiger sig med den amerikanske flåde og de kriser som kan forekomme i starten af det 21. århundrede. Hans tidligere bøger inkluderer fire fagbøger.

### Skønlitteratur

#### Admiral Arnold Morgan, gennemgående person
- Nimitz Class, (1997)
- Kilo Class, (1998)
- H.M.S. Unseen, (1999)
- U.S.S. Seawolf, (2000)
- The Shark Mutiny, (2001)
- Barracuda 945, (2003)
- Scimitar SL-2, (2004)
- Hunter Killer, (2005)
- Ghost Force, (2006)
- To the Death, (2008)

#### Navy Seal Lt. Commander Mack Bedford, gennemgående person
- Diamondhead, (2009)
- Intercept , (2010)
- The Delta Solution, (2011)

### Faglitteratur
- Classic Lines
- The Golden Pos
- Horse Trader
- Decade of Champions
- Born to Win
- True Blue: The Oxford Boat Race Mutiny (med Dan Topolski)
- One Hundred Days
- Lone Survivor: The Eyewitness Account of Operation Redwing and the Lost Heroes of SEAL Team 10 – Marcus Luttrell med Patrick Robinson
- A Colossal Failure of Common Sense: The Inside Story of the Collapse of Lehman Brothers – Lawrence G. McDonald med Patrick Robinson

## Ekstern henvisning
- Patrick Robinson online